# Bébé artiste capillaire
Pour plus de détails, voir Fiche technique et Distribution.
Bébé artiste capillaire est un film muet français réalisé par Louis Feuillade et sorti en 1912.
Ce film fait partie de la série des Bébé.

## Fiche technique
- Titre : Bébé artiste capillaire
- Réalisation : Louis Feuillade
- Scénario : Louis Feuillade
- Société de production : Société des Établissements L. Gaumont
- Pays d'origine :  France
- Langue : film muet avec les intertitres en français
- Format : Noir et blanc — 35 mm — 1,33:1 — Muet
- Métrage : 171 m
- Genre : Comédie
- Durée : 5 minutes 40
- Date de sortie : 
  - France : 12 août 1912

## Distribution
- René Dary : Bébé (comme Clément Mary)
- Renée Carl : la mère